# Antonio Peñalver
Antonio Peñalver Asensio (Alhama de Murcia, 1 december 1968) is een Spaanse voormalige atleet, die gespecialiseerd was in de meerkamp. Hij nam driemaal deel aan de Olympische Spelen, in 1988, 1992 en 1996.

## Loopbaan
Peñalver leverde zijn beste prestaties in 1992. Op de Europese indoorkampioenschappen in Genua werd hij derde met een Spaans record van 6062 punten, dat eerst in 2016 werd verbeterd. Zijn beste resultaat op de tienkamp behaalde hij op 23 en 24 mei van datzelfde jaar 1992 in Alhama de Murcia: 8478 punten, eveneens een Spaans record, dat in mei 1998 werd verbeterd door Francisco Javier Benet, alweer in Alhama de Murcia (8526 punten). En op de Olympische Spelen van 1992 in Barcelona behaalde hij de zilveren medaille met een totaal van 8412 punten achter de winnaar Robert Změlík.
Peñalver beëindigde zijn sportieve carrière na het seizoen van 1996. Hij werd later directeur-generaal voor sport van de autonome gemeenschap van de regio Murcia.

## Titels
- Spaans kampioen tienkamp - 1989, 1994
- Spaans indoorkampioen zevenkamp - 1988, 1991, 1992, 1995

## Persoonlijke records
Outdoor
| Onderdeel            | Prestatie    | Wind (m/s) | Datum            | Plaats           |
| -------------------- | ------------ | ---------- | ---------------- | ---------------- |
| 100 m                | 11,09        | +0,2       | 5 augustus 1992  | Barcelona*       |
| 400 m                | 49,50        |            | 23 mei 1992      | Alhama de Murcia |
| 1500 m               | 4.32,95      |            | 30 augustus 1991 | Tokio            |
| 110 m horden         | 14,32        | +0,8       | 24 mei 1992      | Alhama de Murcia |
| hoogspringen         | 2,12 m       |            | 23 mei 1992      | Alhama de Murcia |
| polsstokhoogspringen | 5,00 m       |            | 24 mei 1992      | Alhama de Murcia |
| verspringen          | 7,54 m       | +0,4       | 5 augustus 1992  | Barcelona*       |
| kogelstoten          | 17,32 m      |            | 1 juni 1991      | Lorca            |
| discuswerpen         | 50,66 m      |            | 30 augustus 1991 | Tokio            |
| speerwerpen          | 63,08 m      |            | 30 augustus 1991 | Tokio            |
| tienkamp             | 8478 (ex-NR) |            | 23/24 mei 1992   | Alhama de Murcia |

*:Olympische Spelen 1992
Indoor
| Onderdeel | Prestatie    | Datum            | Plaats |
| --------- | ------------ | ---------------- | ------ |
| zevenkamp | 6062 (ex-NR) | 29 februari 1992 | Genua  |

## Prestaties
| Jaar | Toernooi            | Stad      | Plaats | Onderdeel |
| ---- | ------------------- | --------- | ------ | --------- |
| 1988 | Spaanse indoorkamp. |           | Goud   | zevenkamp |
| 1988 | OS                  | Seoel     | 23e    | tienkamp  |
| 1989 | Spaanse kamp.       |           | Goud   | tienkamp  |
| 1990 | EK                  | Split     | 6e     | tienkamp  |
| 1991 | Spaanse indoorkamp. |           | Goud   | zevenkamp |
| 1991 | WK                  | Tokio     | 8e     | tienkamp  |
| 1992 | Spaanse indoorkamp. |           | Goud   | zevenkamp |
| 1992 | EK indoor           | Genua     | Brons  | zevenkamp |
| 1992 | OS                  | Barcelona | Zilver | tienkamp  |
| 1995 | Spaanse indoorkamp. |           | Goud   | zevenkamp |
| 1994 | Spaanse kamp.       |           | Goud   | tienkamp  |
| 1995 | WK indoor           | Barcelona | 6e     | zevenkamp |
| 1995 | WK                  | Göteborg  | opgave | tienkamp  |
| 1996 | OS                  | Atlanta   | 9e     | tienkamp  |